# Società Sportiva Lazio Women 2015 2022-2023
Questa voce raccoglie le informazioni riguardanti la squadra femminile della Società Sportiva Lazio Women 2015 nelle competizioni ufficiali della stagione 2022-2023.

## Divise e sponsor
La tenuta di gioco è la stessa utilizzata dalla squadra maschile della Lazio, con la combinazione di maglia azzurra, pantaloncini e calzettoni bianchi della classica veste grafica della società. Esordisce in questa stagione come sponsor tecnico la società giapponese Mizuno. Confermato come sponsor ufficiale per la stagione 2022-2023 Binance, piattaforma di scambio di criptovalute. Nella serata del 4 luglio 2022 sono state presentate durante un evento tenutosi a Roma, in Piazza del Popolo, le maglie home e away. La terza maglia è stata presentata il 19 luglio, durante il ritiro di Auronzo di Cadore. Dalla 19ª giornata di campionato di Serie A, e per tutte le gare casalinghe, è presente lo sleeve sponsor AIRFire, azienda italiana che esercita attività di ricerca e sviluppo nell’ambito della sicurezza e prevenzione degli incendi. In occasione di Lazio-Roma del 19 marzo 2023 è presente come back shirt sponsor Paideia. Il 16 maggio la società ha presentato, tramite i propri canali social, una maglia celebrativa del decennale della vittoria della Coppa Italia 2012-2013 contro la Roma. La divisa è stata indossata dai giocatori della squadra maschile nella sfida di campionato contro la Cremonese del 28 maggio, ultima partita casalinga stagionale della Lazio.
| Casa | Trasferta | Terza divisa |

## Rosa
Rosa, ruoli e numeri di maglia come da sito smr.worldfootball.net.
| N. |                      | Ruolo | Calciatrice             |
| -- | -------------------- | ----- | ----------------------- |
| 3  | Italia (bandiera)    | C     | Arianna Pezzotti        |
| 5  | Algeria (bandiera)   | D     | Armelle Khellas         |
| 6  | Italia (bandiera)    | D     | Federica Savini         |
| 6  | Danimarca (bandiera) | C     | Louise Eriksen          |
| 7  | Grecia (bandiera)    | D     | Eleni Kakampouki        |
| 8  | Italia (bandiera)    | C     | Silvia Vivirito         |
| 9  | Grecia (bandiera)    | A     | Despoina Chatzīnikolaou |
| 10 | Italia (bandiera)    | A     | Claudia Palombi         |
| 11 | Danimarca (bandiera) | A     | Sille Fuhlendorff       |
| 12 | Italia (bandiera)    | P     | Elettra Martinoli       |
| 14 | Italia (bandiera)    | A     | Sarah Mattei            |
| 15 | Italia (bandiera)    | D     | Chiara Groff            |
| 16 | Italia (bandiera)    | C     | Antonietta Castiello    |
| 17 | Italia (bandiera)    | C     | Letizia Musolino        |
| 18 | Italia (bandiera)    | D     | Martina Toniolo         |
| 19 | Italia (bandiera)    | D     | Ludovica Falloni        |

| N. |                        | Ruolo | Calciatrice         |
| -- | ---------------------- | ----- | ------------------- |
| 21 | Italia (bandiera)      | C     | Sofia Colombo       |
| 22 | Italia (bandiera)      | P     | Emma Guidi          |
| 23 | Italia (bandiera)      | D     | Gemma De Angelis    |
| 24 | Italia (bandiera)      | D     | Francesca Pittaccio |
| 26 | Italia (bandiera)      | D     | Marta Varriale      |
| 27 | Italia (bandiera)      | C     | Noemi Carosi        |
| 29 | Francia (bandiera)     | C     | Laura Condon        |
| 33 | Paesi Bassi (bandiera) | C     | Sofieke Jansen      |
| 39 | Italia (bandiera)      | P     | Serena Natalucci    |
| 71 | Italia (bandiera)      | C     | Raffaella Giuliano  |
| 77 | Italia (bandiera)      | A     | Fabiana Vecchione   |
| 91 | Italia (bandiera)      | C     | Elena Proietti      |
| 92 | Italia (bandiera)      | A     | Giuseppina Moraca   |
| 99 | Italia (bandiera)      | A     | Noemi Visentin      |
|    | Italia (bandiera)      | D     | Angela Orlando      |
|    | Svizzera (bandiera)    | A     | Julia Glaser        |

## Calciomercato

### Sessione estiva
| Acquisti | Acquisti                | Acquisti   | Acquisti   |
| R.       | Nome                    | da         | Modalità   |
| -------- | ----------------------- | ---------- | ---------- |
| D        | Eleni Kakampouki        | Lugano     | definitivo |
| D        | Angela Orlando          | Roma       | definitivo |
| C        | Sofia Colombo           | Napoli     | definitivo |
| C        | Louise Eriksen          | Kolding IF | definitivo |
| A        | Despoina Chatzīnikolaou | Napoli     | definitivo |

| Cessioni | Cessioni               | Cessioni   | Cessioni   |
| R.       | Nome                   | a          | Modalità   |
| -------- | ---------------------- | ---------- | ---------- |
| D        | Beatrix Fördős         | Inter      | definitivo |
| C        | Erin Cesarini          | Milan      | definitivo |
| C        | Rachel Cuschieri       | Sampdoria  | definitivo |
| C        | Virginia Di Giammarino | Pomigliano | definitivo |
| C        | Nora Heroum            | Parma      | definitivo |

### Sessione invernale
| Acquisti | Acquisti       | Acquisti     | Acquisti   |
| R.       | Nome           | da           | Modalità   |
| -------- | -------------- | ------------ | ---------- |
| D        | Marta Varriale | Apulia Trani | definitivo |
| C        | Laura Condon   | Soyaux       | definitivo |

| Cessioni | Cessioni         | Cessioni   | Cessioni   |
| R.       | Nome             | a          | Modalità   |
| -------- | ---------------- | ---------- | ---------- |
| D        | Martina Santoro  | Ternana    | definitivo |
| A        | Gemma De Angelis | Trastevere | definitivo |

## Risultati

### Serie B

#### Girone di andata
| Arbitro: | Iheukwumere (L'Aquila) |

|             |           |            |
| Toniolo 45’ | Marcatori | 90’ Fracas |

| Arbitro: | Rodighiero (Vicenza) |

|  |           |                          |
|  | Marcatori | 13’ Eriksen 42’ Visentin |

| Arbitro: | Gagliardi (San Benedetto del Tronto) |

|                       |           |                                        |
| Spyridonidou 51’, 65’ | Marcatori | 4’, 57’ Chatzīnikolaou 87’ Fuhlendorff |

| Arbitro: | Liotta (Castellammare di Stabia) |

|                                                        |           |  |
| Chatzīnikolaou 54’ Visentin 63’ (rig.) Fuhlendorff 90’ | Marcatori |  |

| Arbitro: | Zoppi (Firenze) |

|           |           |                                               |
| Bargi 11’ | Marcatori | 32’, 57’ Visentin 65’ Colombo 71’ Fuhlendorff |

| Arbitro: | Aldi (Lanciano) |

|                                                        |           |  |
| Visentin 48’ Chatzīnikolaou 50’ (rig.) Fuhlendorff 76’ | Marcatori |  |

| Arbitro: | Cipolloni (Foligno) |

|                                                                   |           |  |
| Chatzīnikolaou 5’ (rig.) Visentin 33’ Fuhlendorff 69’ Palombi 83’ | Marcatori |  |

| Arbitro: | Ursini (Pescara) |

|             |           |                                               |
| Morucci 48’ | Marcatori | 15’ Castiello 33’ Chatzīnikolaou 65’ Visentin |

| Arbitro: | Amadei |

|                                                       |           |  |
| Proietti 7’ Chatzīnikolaou 13’ (rig.) Asta 56’ (aut.) | Marcatori |  |

| Arbitro: | Santinelli (Bergamo) |

|                            |           |                                |
| Ferrato 23’ Mascanzoni 41’ | Marcatori | 7’ Proietti 54’ Chatzīnikolaou |

| Arbitro: | Angelillo (Nola) |

|                                                         |           |                                |
| Chatzīnikolaou 25’ Visentin 78’ L. Tonelli 90+5’ (aut.) | Marcatori | 33’ (rig.) A. Tonelli 73’ Rosa |

| Arbitro: | Tropiano (Bari) |

|                    |           |  |
| Gomes 9’ Pinna 55’ | Marcatori |  |

| Arbitro: | Pizzi (Bergamo) |

|                |           |  |
| Varriale 90+4’ | Marcatori |  |

| Arbitro: | Tropiano (Bari) |

|  |           |            |
|  | Marcatori | 4’ Rognoni |

| Arbitro: | Leorsini (Terni) |

|                |           |                                  |
| Ceccarelli 20’ | Marcatori | 51’, 81’ Fuhlendorff 56’ Palombi |

#### Girone di ritorno
| Arbitro: | Martino (Firenze) |

|                                     |           |                                                             |
| Pasquali 5’ Hjohlman 11’ Fracas 73’ | Marcatori | 61’ Chatzīnikolaou 64’ Toniolo 75’ Kakampouki 81’ Pittaccio |

| Arbitro: | Criscuolo (Torre Annunziata) |

|                                          |           |  |
| Fuhlendorff 42’ Colombo 45+1’ Moraca 47’ | Marcatori |  |

| Arbitro: | Manzo (Torre Annunziata) |

|                    |           |  |
| Chatzīnikolaou 11’ | Marcatori |  |

| Arbitro: | Migliorini (Verona) |

|                |           |                               |
| Bertolotti 60’ | Marcatori | 31’, 73’ Moraca 70’ Castiello |

| Arbitro: | Tierno (Sala Consilina) |

|                                                       |           |  |
| Moraca 18’ Fuhlendorff 31’ Visentin 83’ Palombi 90+4’ | Marcatori |  |

| Arbitro: | Guiotto (Schio) |

|  |           |                               |
|  | Marcatori | 20’ Chatzīnikolaou 75’ Moraca |

| Arbitro: | Rodigari (Bergamo) |

|  |           |                            |
|  | Marcatori | 7’, 40’ Moraca 86’ Eriksen |

| Arbitro: | Gai (Carbonia) |

|                                    |           |  |
| Chatzīnikolaou 31’ Fuhlendorff 77’ | Marcatori |  |

| Arbitro: | Gasperotti (Rovereto) |

|               |           |                |
| Pizzolato 18’ | Marcatori | 67’ M. Toniolo |

| Arbitro: | Gasperotti (Carbonia) |

|                                 |           |                   |
| Visentin 15’, 17’ Castiello 33’ | Marcatori | 63’ (rig.) Willis |

| Arbitro: | Poli (Verona) |

|  |           |                                                               |
|  | Marcatori | 5’ (rig.), 38’ Condon 44’ Eriksen 49’ Fuhlendorff 71’ Palombi |

| Arbitro: | Tona Mbei (Cuneo) |

|                 |           |                          |
| Fuhlendorff 64’ | Marcatori | 18’ Seghir 29’ Del Estal |

| Arbitro: | Cerea (Bergamo) |

|  |           |            |
|  | Marcatori | 68’ Moraca |

| Arbitro: | Tona Mbei (Cuneo) |

|                          |           |                         |
| Anghileri 12’ Pasini 75’ | Marcatori | 27’ Visentin 58’ Moraca |

| Arbitro: | Cappai (Cagliari) |

|             |           |  |
| Palombi 18’ | Marcatori |  |

#### Spareggio promozione-retrocessione
| Arbitro: | De Angeli (Milano) |

|  |           |                     |
|  | Marcatori | 32’, 90+6’ Martínez |

| Arbitro: | Emmanuele (Pisa) |

|  |           |                  |
|  | Marcatori | 43’ (aut.) Golob |

### Coppa Italia

#### Gironi eliminatori
| Arbitro: | Ursini (Pescara) |

|              |           |                              |
| Lombardo 15’ | Marcatori | 14’ Proietti 73’ Fuhlendorff |

| Arbitro: | Di Loreto (Terni) |

|  |           |                                                                                                   |
|  | Marcatori | 12’ Fusetti 18’ Soffia 23’ Thomas 32’ Piemonte 65’ Thrige Andersen 66’ Bergamaschi 89’ K. Dubcová |

## Statistiche

### Statistiche di squadra
| Competizione | Punti | In casa | In casa | In casa | In casa | In casa | In casa | In trasferta | In trasferta | In trasferta | In trasferta | In trasferta | In trasferta | Totale | Totale | Totale | Totale | Totale | Totale | DR  |
| Competizione | Punti | G       | V       | N       | P       | Gf      | Gs      | G            | V            | N            | P            | Gf           | Gs           | G      | V      | N      | P      | Gf     | Gs     | DR  |
| ------------ | ----- | ------- | ------- | ------- | ------- | ------- | ------- | ------------ | ------------ | ------------ | ------------ | ------------ | ------------ | ------ | ------ | ------ | ------ | ------ | ------ | --- |
| Serie B      | 73    | 15      | 12      | 1       | 2       | 33      | 7       | 15           | 11           | 3            | 1            | 38           | 15           | 30     | 23     | 4      | 3      | 71     | 22     | +49 |
| Coppa Italia | -     | 1       | 0       | 0       | 1       | 0       | 7       | 1            | 1            | 0            | 0            | 2            | 1            | 2      | 1      | 0      | 1      | 2      | 8      | -6  |
| Totale       | -     | 16      | 12      | 1       | 3       | 33      | 14      | 16           | 12           | 3            | 1            | 40           | 16           | 32     | 24     | 4      | 4      | 73     | 30     | +43 |

### Andamento in campionato
| Giornata  | 1 | 2 | 3 | 4 | 5 | 6 | 7 | 8 | 9 | 10 | 11 | 12 | 13 | 14 | 15 | 16 | 17 | 18 | 19 | 20 | 21 | 22 | 23 | 24 | 25 | 26 | 27 | 28 | 29 | 30 |
| --------- | - | - | - | - | - | - | - | - | - | -- | -- | -- | -- | -- | -- | -- | -- | -- | -- | -- | -- | -- | -- | -- | -- | -- | -- | -- | -- | -- |
| Luogo     | C | T | T | C | T | C | C | T | C | T  | C  | T  | C  | C  | T  | T  | C  | C  | T  | T  | C  | T  | C  | T  | C  | T  | C  | T  | T  | C  |
| Risultato | N | V | V | V | V | V | V | V | V | N  | V  | P  | V  | P  | V  | V  | V  | V  | V  | V  | V  | V  | V  | N  | V  | V  | P  | V  | N  | V  |
| Posizione | 8 | 3 | 2 | 1 | 1 | 1 | 1 | 1 | 1 | 1  | 1  | 1  | 1  | 1  | 1  | 1  | 1  | 1  | 1  | 1  | 1  | 1  | 1  | 1  | 1  | 1  | 2  | 2  | 2  | 2  |

Legenda:

Luogo: C = Casa; T = Trasferta. Risultato: V = Vittoria; N = Pareggio; P = Sconfitta.

### Statistiche delle giocatrici
| Giocatore         | Serie B  | Serie B | Serie B     | Serie B    | Coppa Italia | Coppa Italia | Coppa Italia | Coppa Italia | Totale   | Totale | Totale      | Totale     |
| Giocatore         | Presenze | Reti    | Ammonizioni | Espulsioni | Presenze     | Reti         | Ammonizioni  | Espulsioni   | Presenze | Reti   | Ammonizioni | Espulsioni |
| ----------------- | -------- | ------- | ----------- | ---------- | ------------ | ------------ | ------------ | ------------ | -------- | ------ | ----------- | ---------- |
| N. Carosi         | 2        | 0       | 0           | 0          | -            | -            | -            | -            | 2        | 0      | 0           | 0          |
| A. Castiello      | 29       | 3       | 7           | 0          | 2            | 0            | 0            | 0            | 31       | 3      | 7           | 0          |
| D. Chatzīnikolaou | 23       | 13      | 0           | 0          | 2            | 0            | 0            | 0            | 25       | 13     | 0           | 0          |
| S. Colombo        | 28       | 2       | 2           | 0          | 2            | 0            | 0            | 0            | 30       | 2      | 2           | 0          |
| L. Condon         | 17       | 2       | 2           | 0          | -            | -            | -            | -            | 17       | 2      | 2           | 0          |
| G. De Angelis     | 0        | 0       | 0           | 0          | -            | -            | -            | -            | 0        | 0      | 0           | 0          |
| L. Eriksen        | 30       | 3       | 1           | 0          | 2            | 0            | 0            | 0            | 32       | 3      | 1           | 0          |
| L. Falloni        | 18       | 0       | 1           | 0          | 1            | 0            | 0            | 0            | 19       | 0      | 1           | 0          |
| S. Fuhlendorff    | 29       | 12      | 0           | 0          | 1            | 1            | 0            | 0            | 30       | 13     | 0           | 0          |
| R. Giuliano       | 11       | 0       | 1           | 0          | -            | -            | -            | -            | 11       | 0      | 1           | 0          |
| C. Groff          | 5        | 0       | 0           | 0          | 1            | 0            | 0            | 0            | 6        | 0      | 0           | 0          |
| E. Guidi          | 29       | -20     | 0           | 0          | 2            | -8           | 0            | 0            | 31       | -28    | 0           | 0          |
| S. Jansen         | 17       | 0       | 0           | 0          | 2            | 0            | 0            | 0            | 19       | 0      | 0           | 0          |
| E. Kakampouki     | 29       | 1       | 1           | 0          | 2            | 0            | 0            | 0            | 31       | 1      | 1           | 0          |
| A. Khellas        | 4        | 0       | 0           | 0          | 1            | 0            | 0            | 0            | 5        | 0      | 0           | 0          |
| S. Mattei         | 2        | 0       | 0           | 0          | 0            | 0            | 0            | 0            | 2        | 0      | 0           | 0          |
| G. Moraca         | 14       | 9       | 1           | 0          | -            | -            | -            | -            | 14       | 9      | 1           | 0          |
| M.L. Musolino     | 2        | 0       | 0           | 0          | 0            | 0            | 0            | 0            | 2        | 0      | 0           | 0          |
| S. Natalucci      | 1        | -2      | 0           | 0          | 0            | 0            | 0            | 0            | 1        | -2     | 0           | 0          |
| C. Palombi        | 21       | 5       | 0           | 0          | 2            | 0            | 0            | 0            | 23       | 5      | 0           | 0          |
| A. Pezzotti       | 19       | 0       | 0           | 0          | 1            | 0            | 0            | 0            | 20       | 0      | 0           | 0          |
| F. Pittaccio      | 26       | 1       | 0           | 0          | 2            | 0            | 0            | 0            | 28       | 1      | 0           | 0          |
| E. Proietti       | 22       | 2       | 0           | 0          | 2            | 1            | 0            | 0            | 24       | 3      | 0           | 0          |
| F. Savini         | 1        | 0       | 0           | 0          | 0            | 0            | 0            | 0            | 1        | 0      | 0           | 0          |
| M. Toniolo        | 26       | 3       | 0           | 0          | 2            | 0            | 0            | 0            | 28       | 3      | 0           | 0          |
| M. Varriale       | 17       | 1       | 4           | 0          | 1            | 0            | 0            | 0            | 18       | 1      | 4           | 0          |
| F. Vecchione      | 1        | 0       | 0           | 0          | 1            | 0            | 0            | 0            | 2        | 0      | 0           | 0          |
| N. Visentin       | 22       | 12      | 1           | 2          | 1            | 0            | 0            | 0            | 23       | 12     | 1           | 2          |
| S. Vivirito       | 7        | 0       | 0           | 0          | 1            | 0            | 0            | 0            | 8        | 0      | 0           | 0          |
| G. Zuzzi          | 0        | 0       | 0           | 0          | -            | -            | -            | -            | 0        | 0      | 0           | 0          |